# Amber Michaels
Amber Michaels (Bamberga, 17 novembre 1968) è un'attrice pornografica statunitense.

## Biografia
Nata in Germania Occidentale, Amber Michaels fu adottata da una famiglia americana e crebbe a Miami.
Ha iniziato a fare film per adulti piuttosto tardi, a 30 anni. In un'intervista, dichiarò che la proposta di iniziare una carriera nel settore del cinema porno le venne da un produttore, quando voleva cominciare una carriera come spogliarellista, in Texas. Come "provino", le venne chiesto di fare una scena con il suo ragazzo.
Il suo primo film è stato, infatti, The Dallas Trip, della Zane Productions, nel 1998 e in carriera ha girato oltre 420 film. Nel 2003 ha ricevuto un premio al SIGNY awards per la migliore modella, e nel 2004 si è classificata al quarto posto. Gli attori con cui preferisce lavorare sono: Sean Michaels e Marc Davis. Ha due piercing sul clitoride e un tatuaggio di uno scorpione vicino alla vagina.

## Riconoscimenti
- 2001 Fan Appreciation Award da parte dell'Adult Stars Magazine
- Nomina per oltre 10 Awards negli anni 2005-2007 inclusi: Best Anal, Best Group Anal, Best Group Scene, Best Girl/Girl
- Pre-nomination per 2003 Best Couples Scene

## Apparizioni

### Riviste
- Hot Video Magazine (B/G Centerfold) - April 2002
- Penthouse - June 2000
- Cheri - April 2000
- Club - March 2000
- Gallery - March 2000
- High Society - May 1999
- Hot Video (Cover) - September 1999
- Cheri - December 1999
- Easy Rider - Cover and Centerfold
- Screw Magazine
- Adam Film World - Cover

### Televisione
- Fox Files - 1999
- Playboy - Night Calls - 2000
- Playboy - Night Calls 411 - 2000
- Playboy - Sex Court - 2000
- HBO - Real Sex - 2000
- Playboy - Night Calls - 2001
- Playboy - Night Calls 411 - 2001
- Playboy - Sex Court - 2001
- HBO - Real Sex - 2001
- Playboy - Inside Adult - 2002
- Playboy - Sexcetera - 2003 (shot 10.02.03)
- CBS - 48 Hours - 2003 (coming soon)

## Filmografia
- Airtight 2 (1998)
- Blowjob Adventures of Dr. Fellatio 14 (1998)
- Blowjob Fantasies 5 (1998)
- Blown Away 1 (1998)
- Buffy Malibu's Nasty Girls 18 (1998)
- Copy-cat Burglar (1998)
- Daydreamer (1998)
- Erotic City 6 (1998)
- Flesh Peddlers 2 (1998)
- Flesh Peddlers 3 (1998)
- Flesh Peddlers 4 (1998)
- For His Eyes Only (1998)
- Fresh Flesh 4 (1998)
- Fuck You Ass Whores 5 (1998)
- Fuck You Ass Whores 6 (1998)
- Hard Riders 2 (1998)
- Just Fuckin' And Suckin' 1 (1998)
- Nasty Filthy Cab Rides 7 (1998)
- Pickup Lines 33 (1998)
- S.M.U.T. 10 (1998)
- Slut Woman 1 (1998)
- Stacked 3: Practically Magical Boobs (1998)
- Sunset, Inc. (1998)
- Taboo 19 (1998), regia di Michael Zen
- Texas Sex Tour (1998)
- Video Adventures of Peeping Tom 15 (1998)
- Video Virgins Gold 4 (1998)
- Wet Spots 6: Fistfull of Sluts (1998)
- Ass Wide Open (1999)
- Babes Illustrated 8 (1999)
- Babewatch 10 (1999)
- Babewatch 9 (1999)
- Backseat Driver 9 (1999)
- Bisexual Nation (1999)
- Blowjob Adventures of Dr. Fellatio 21 (1999)
- Bob's Video 153: Amber Licks Cassandra (1999)
- Costume Double Feature (1999)
- Doc's Best Pops 1 (1999)
- Four Finger Club 1 (1999)
- Fuck 'em All (1999)
- Henchman Academy & Other Tales (1999)
- Lesbian Pussy Power 3 (1999)
- Liquid Gold 1 (1999)
- North Pole 6 (1999)
- Nurses to the Rescue 2 (1999)
- Perverted 4 (1999)
- Private Performance 88: Amber Michaels (1999)
- Promotions Company 1583: Amber M. (1999)
- Replacement Damsels (1999)
- Rocks That Ass 2 (1999)
- S.M.U.T. 13 (1999)
- Serenity In Denim (1999)
- Sodomania: Slop Shots 6 (1999)
- Super Pornstar Interviews (1999)
- Tales From The Pink (1999)
- Taped College Confessions 4 (1999)
- Video Adventures of Peeping Tom 17 (1999)
- We Go Deep 4 (1999)
- White Panty Chronicles 5 (1999)
- Wicked Sex Party 2 (1999)
- Action Lady And Other Tales (2000)
- Amber Michaels (2000)
- Amber Michaels' Stocking Tease 1 (2000)
- Battle of the Superheroines (2000)
- Bedtime Stories (2000)
- Big Bust (2000)
- Blowjob Tour Of Los Angeles 2 (2000)
- Bob's Video 160: Hardworking Sec's: Two to Tango (2000)
- Buttfuck Bonanza (2000)
- Dangerous Sirens (2000)
- Dirty Little Secrets 2 (2000)
- Dream Quest (2000)
- Goddess (2000)
- Guilty Pleasures (2000)
- I Touch Myself (2000)
- Inhabitant (2000)
- Las Vegas Revue 2000 (2000)
- Michael Zen's Perversions 2 (2000)
- Midsummer Night's Cream (2000)
- Morgan Sex Project 2 (2000)
- Never Quite Enough (2000)
- Pirate Deluxe 12: Perversions of the Damned (2000)
- PPV-587: Amber Michaels Pantyhose (2000)
- PPV-590: Panty J/O Girls (2000)
- Pussyman's American Cocksucking Championship 8 (2000)
- Pussyman's Decadent Divas 9 (2000)
- Pussyman's Spectacular Butt Babes 2 (2000)
- Rocks That Ass 10: For Your Ass Only (2000)
- Rude Girls 3 (2000)
- Secret Party (2000)
- Secrets In The Closet (2000)
- Sex Games 1: Hollywood Orgy (2000)
- Shafted (2000)
- Smells Like Fish (2000)
- Stuffed 2 (2000)
- Sweet Cheeks (2000)
- All About Ass 5 (2001)
- All The Rave (2001)
- Amber Michaels' Stocking Tease 2 (2001)
- Anal Addicts 5 (2001)
- Ass Backwards (2001)
- Beautiful / Nasty 1 (2001)
- Big Tit Paradise 2 (2001)
- Blowjob Adventures of Dr. Fellatio 40 (2001)
- Chances (2001)
- Duo or Dare! (2001)
- Foot Fuckin' Freaks 2 (2001)
- Four Finger Club 19 (2001)
- Infidelity (2001)
- Naughty Nymphs (2001)
- New Adventures of Mr. Tootsie Pole 3: Boner Bizarre (2001)
- Nylon Nymphos 12 (2001)
- Pain 9 (2001)
- PPV-616: Amber Michaels (2001)
- Private XXX 14: Cum With Me (2001)
- Pussyman's Decadent Divas 12 (2001)
- Pussyman's Decadent Divas 13 (2001)
- Pussyman's Decadent Divas 15 (2001)
- Pussyman's Face Sitting Fanatics 1 (2001)
- R.n. Underground (2001)
- Rampage 2 (2001)
- She Squirts 11 (2001)
- Take Five and Other Tales (2001)
- Taking the Wrap: The Ultimate Mummification Tape (2001)
- Virtual Blowjobs: Down the Hatch (2001)
- Virtual Blowjobs: Luscious Licks (2001)
- Virtual Blowjobs: Oral Examination (2001)
- Virtual Blowjobs: Oral XXXtasy (2001)
- Where The Girls Sweat 5 (2001)
- Windows (2001)
- 18 and Lost in Philly (2002)
- 69th and Anal Street (2002)
- Adult Video News Awards 2002 (2002)
- Ass Worship 2 (2002)
- Bad Attitude (2002)
- Big Boob Lesbian Party 1 (2002)
- Big Tit Teasers 5: European Natural Titties (2002)
- Captured (2002)
- Carnival Orgy (2002)
- Cumming Home (2002)
- Dark Paradise 2 (2002)
- Dark Paradise 3 (2002)
- Decoys and Other Tales (2002)
- Delectable Damsels (2002)
- Devinn Lane Show 2: Less Talk More Action (2002)
- DNA 3: Deep 'n Ass (2002)
- Erotic Fantasies Of Angelique Lamare (2002)
- Fetish Mores (And More!) (2002)
- Foul Mouth Sluts 1 (2002)
- Game is Afoot (2002)
- Gangbound 2 (2002)
- Gangbound 3 (2002)
- Girls Of Babenet (2002)
- Just Another Porn Movie 2 (2002)
- Just Beat Me 1 (2002)
- Just Beat Me 3 (2002)
- Lesson Well Learned (2002)
- Model Behavior (2002)
- Mr. Beaver Checks In 12 (2002)
- Multi Angle Sex 2 (2002)
- Naked Hollywood 14: Playing The Part (2002)
- Nina Hartley's Guide to Sensual Domination 1: How To Dominate A Man (2002)
- Nina Hartley's Private Sessions 1 (2002)
- Nina Hartley's Private Sessions 2 (2002)
- Oak's Seven (2002)
- Oak's Studio of Fear (2002)
- Panties, She Wrote (2002)
- Particular Fetishist (2002)
- Porn Star (2002)
- Position 2: Absolute Hogties (2002)
- Position 3: Hogtie Heaven (2002)
- PPV-657: Best of Pantyhose 1 (2002)
- PPV-675: Amber Michaels And Frank Fortuna (2002)
- Private Performance 194: Liquid Gold 16 (2002)
- Puritan Magazine 38 (2002)
- Reincarnation Of Betty Paige (2002)
- Roughbound 2 (2002)
- Sleaze Show (2002)
- Sodomania: Slop Shots 11 (2002)
- Sorority Sex (2002)
- Stacked 9: Tale Of Two Euro Titties (2002)
- Tiffany Mynx Secret Fantasies (2002)
- Trespass (2002)
- True Love (2002)
- Unbelievably Blond (2002)
- Uncut 3 (2002)
- Virgin Kink 21 (2002)
- Virtual Vivid Pick Up (2002)
- Virtual Vivid Sex Hibition (2002)
- What Lays Beneath (2002)
- 10 Magnificent Blondes (2003)
- 18 and Lost in Miami (2003)
- Ass Lovers Delight (2003)
- Big Titty Slammers 2 (2003)
- Bondage Fantasy (2003)
- Bondage My Way (2003)
- Buxom Blonde And Bound (2003)
- Club Time Tickling (2003)
- Code Name: Aida and Other Tales (2003)
- Confessions of a Bondage Lover (2003)
- Cream Filling 2: Refill (2003)
- Dirty Amber / Darling Amber (2003)
- Erosity (2003)
- Girl Crazy (2003)
- Girl Gangbound (2003)
- Girl Gangbound 2 (2003)
- Gulp (2003)
- Harmony Riding Academy (2003)
- Hogties And Other Bondage Stories (2003)
- Honor Thy Bitch (2003)
- Jawbreakers (2003)
- Latex Files: Dreambound (2003)
- Naked Hollywood 20 (2003)
- Nina Hartley's Guide to Sensual Submission 1: How to Submit to a Man (2003)
- Nina Hartley's Private Sessions 5 (2003)
- Nina Hartley's Private Sessions 6 (2003)
- Nina Hartley's Private Sessions 7 (2003)
- Nine Bound Beauties (2003)
- On the Prowl 5 (2003)
- Panty Hose Head (2003)
- Paranoia, Inc. (2003)
- Position (2003)
- Saturday Night Beaver (2003)
- Sexual Chemistry (2003)
- She's Under My Thumb (2003)
- Studio of Humiliation (2003)
- Super Heroine Tales (2003)
- Tell Me What You Want 1 (2003)
- Titsicle (2003)
- Trespasser's Trouble (2003)
- Ultra Tight Club (2003)
- Adult Video News Awards 2004 (2004)
- Bad Therapy (2004)
- Beyond Hot Bondage (2004)
- Big Boob Lesbian Party 2 (2004)
- Bikini Bound (2004)
- Bondage Among Us (2004)
- Bound To Sell (2004)
- Brown Eye For The Straight Guy (2004)
- Busted (II) (2004)
- Busty Bondage Lesbians (2004)
- Dream Bound (2004)
- Gangbound (2004)
- Gangbound 4 (2004)
- Gangbound 5 (2004)
- Gangbound 6 (2004)
- Girl Gangbound 3 (2004)
- Girl/Girl Bondage 1 (2004)
- Girl/Girl Bondage 2 (2004)
- Girl/Girl Bondage 3 (2004)
- Girl/Girl Bondage 4 (2004)
- Hidden Treasure (2004)
- Hogtied Hard (2004)
- House of Bondage Mystery (2004)
- Kink Club 2 (2004)
- Lashed In Latex (2004)
- Late Night Sessions With Tony Tedeschi (2004)
- Loose Morals 4 (2004)
- Matrix Nudes 1 (2004)
- Maximum Suspensions (2004)
- Nina Hartley's Private Sessions 10 (2004)
- Nina Hartley's Private Sessions 8 (2004)
- Nina Hartley's Private Sessions 9 (2004)
- Nuttin' Hunnies 1 (2004)
- Prelude To Peril (2004)
- Prove It! (2004)
- Roughbound 1 (2004)
- Roughbound 3 (2004)
- Sex in the Hood 7 (2004)
- Tight! Tighter!! Tightest!!! (2004)
- Wicked Divas: Julia Ann (2004)
- Word Man Does Las Vegas (2004)
- 19 and Nasty (2005)
- Big Busted Lesbians 4 (2005)
- Bondage By Banner (2005)
- Bound In Briefs (2005)
- Clusterfuck (2005)
- Evil Sluts 3: Cum Play (2005)
- Hogtie Heaven (2005)
- Jenna Loves Pain 1 (2005)
- Packed! (2005)
- Sexual Chemistry (II) (2005)
- Something Made Me Do It (2005)
- Supersize Tits 7 (2005)
- Topsy Turvy (2005)
- Women Loving Women: A Guide to Sapphic Lovemaking Techniques (2005)
- Both Women Were Bound and Gagged (2006)
- Costume Party Peril (2006)
- Innocence Lost (2006)
- Lesbian Big Boob Bangeroo 8 (2006)
- Lesbian MILTF 1 (2006)
- My First MILF 2 (2006)
- Big Boob Dirty 30's 3 (2007)
- Butt I Like It (2007)
- Lesbian MILTF 2 (II) (2007)
- Malibu MILFs (2007)
- My Friend's Mom Is a Hottie 2 (2007)
- Pleasure Bound (2007)
- Frosty The Snow Ho (2008)
- Jenna Loves Pain 2 (2008)
- My Space 3 (2008)
- My Space 5 (2008)
- Grand Theft Orgy 2 (2009)
- World Domination 5 (2009)
- Disk Hunt (2010)
- Revenge of Yamashita (2010)
- Self Service Sex 3 (2010)
- Best of Nina Hartley 2 (2011)
- Charm School (2011)
- Cougar Safari (2011)
- Reeducating Karen (2011)
- Best of Nina Hartley 3 (2012)
- Bondage Interview (2012)
- Lesbian Adventures: Older Women Younger Girls 3 (2013)
- Mother's Touch (2013)
- Mounds Of Joy 6 (2013)
- Seduced By Mommy 7 (2013)
- Silver Foxes And Tight Young Boxes (2013)